# Haguro (1928)
Haguro (japonsky 羽黒) byl poslední těžký křižník Japonského císařského námořnictva třídy Mjóko. Dokončen a přijat do služby byl ale jako první ze své třídy 25. dubna 1929. Byl pojmenován podle hory Haguro v prefektuře Jamagata.
V rámci 5. džunjókan sentai (巡洋艦戦隊 ~ křižníková divize) se zúčastnil bojů druhé světové války v Tichomoří. Na počátku války podporoval japonskou invazi na Filipíny. Během podpory invaze do Nizozemské východní Indie se zúčastnil bitvy v Jávském moři a i následující bitvy u Baweanu. Během operace MO doprovázel letadlové lodě Šókaku a Zuikaku. Během operace MI byl součástí Kondóova svazu, který do bitvy u Midway prakticky nezasáhl. Poté se věnoval eskortním a transportním povinnostem v severozápadním a jihozápadním Tichomoří. V listopadu 1943 byl lehce poškozen během bitvy v zátoce císařovny Augusty. Během bitvy ve Filipínském moři doprovázel Ozawovy letadlové lodě a po torpédování Taihó se na chvíli stal Ozawovou vlajkovou lodí. Během operace Šó-ičigó byl součástí Kuritova Středního svazu – nejprve bez poškození přečkal útoky amerických palubních letadel v Sibuyanském moři a poté se zúčastnil útoku na americké eskortní letadlové lodě u ostrova Samar. Zde byl zasažen jednou pumou, která zasáhla a zablokovala dělovou věž č. 2, a postřelován palubními kulomety amerických letadel. V listopadu 1944 najel na mělčinu a byl odeslán k opravám do Singapuru. V květnu 1945 byl pověřen dopravou zásob do Port Blair na Andamanech, během které byl vypátrán a následně v noci na 16. května potopen britskými torpédoborci.

## Stavba
Křižník Haguro byl postaven v japonské loděnici Micubiši, stejně jako jeho sesterská loď Mjókó. Křižník byl roku 1924 objednán a kýl lodi byl založen roku 1925. O tři roky později byl Haguro spuštěn na vodu a dne 25. dubna 1929 přijat do služby.

## Služba

### Bitva v Jávském moři
Japonské těžké křižníky Haguro a Nači hráli v bitvě v Jávském moři klíčovou roli. Nejprve se jim podařilo torpédy potopit nizozemský torpédoborec Hr. Ms. Kortenaer a potom se jim také torpédy podařilo potopit nepřátelskou vlajkovou loď nizozemský lehký křižník Hr. Ms. De Ruyter. O pár dní později se jim v jiné akci podařilo potopit britský těžký křižník HMS Exeter a britský torpédoborec HMS Encounter.

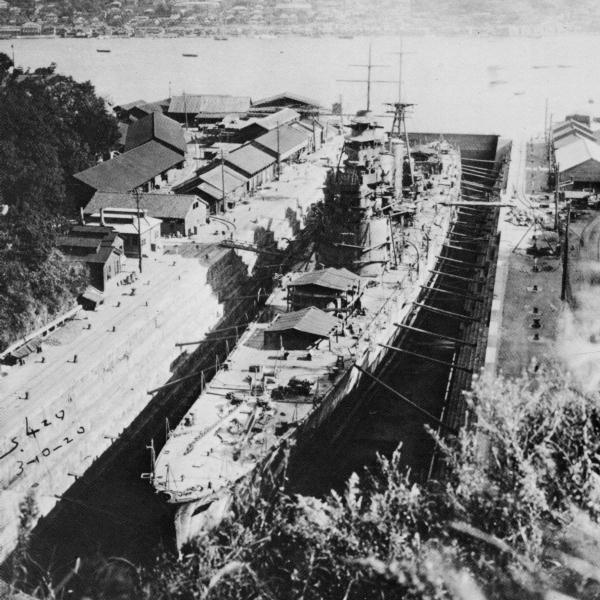
Haguro je dokončován v suchém doku 20. října 1928